# Bồ câu Đức

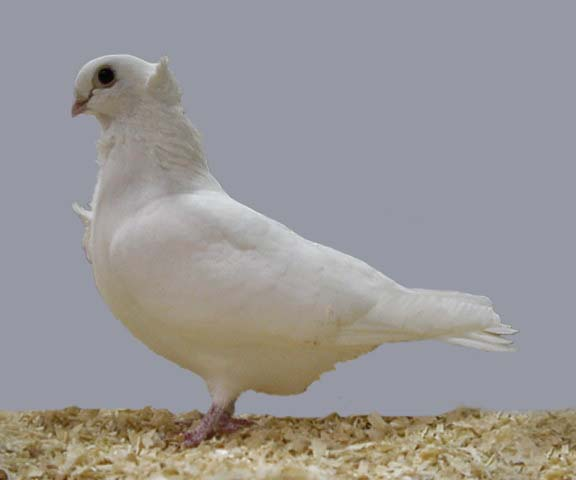
Bồ câu Đức

Bồ câu Đức (tiếng Đức: Altdeutsches Mövchen) là một giống chim bồ câu kiểng và là giống khởi xướng những con bồ câu cảnh ở Đức có đuôi ngắn. Đó là giống vật nuôi đầu tiên ở Đức được gọi là Mövchen ("Tiểu hải âu") vì nó giống với con mòng biển vàng và những dấu hiệu kèm theo minh chứng điều này. Giống bồ câu này được chính thức công nhận ở Đức vào năm 1956, nhưng tiêu chuẩn chính thức đầu tiên đã không được áp dụng ở Châu Âu cho đến năm 1960. Tiêu chuẩn này được Hiệp hội Chim Hoa Kỳ (American Pigeon Association of America) thông qua năm 1999.

## Đặc điểm
Đặc tính của phần tử:
- Đầu: Gần tròn, rộng, có trán cong và đầy đủ, đầu hơi khép với các dấu hiện.
- Mắt: Đôi mắt bò to, sáng và sinh động. Tròng mắt màu sáng và tinh tế.
- Cơ thể: Chiều dài trung bình, rộng, màu thịt nhạt, tạo thành một góc đồi với trán. Chuôi nhỏ và chưa phát triển.
- Cổ: Ngắn, xù lông, nghiêng về phía trước và đứng thẳng. Cổ họng có một diềm nhỏ và một móng vuốt phát triển tốt.
- Ức: Rộng, tròn và giữ phía trước nổi bật.
- Lưng: Rộng vai, trở nên hẹp hơn về phía đuôi, và dốc xuống.
- Cánh: Mạnh, nằm sát cơ thể, bao phủ lưng, và nằm trên đuôi.
- Đuôi: Tổ chức chặt chẽ với nhau, càng ngắn càng tốt.
- Chân: Ngắn, chân không thể nhìn thấy được. Bàn chân và ngón chân không bao giờ có lông.
- Lông: Phát triển tốt, nằm sát với cơ thể. Màu sắc hiện tại và màu sắc: xanh, đỏ tro, màu nâu đỏ, nâu, lan truyền, kiểm tra, và thanh màu đen, đỏ, nâu và trắng và pha loãng của các màu cơ bản này có thể có sắc trắng và đỏ. Màu sắc và dấu hiệu: Tất cả các màu đều được làm trơn, trong suốt và bão hòa nhất có thể. Màu cơ thể là màu trắng tinh khiết. Giống đuôi được đánh dấu màu trắng tinh khiết, ngoại trừ lông đuôi màu bao gồm một phần hình nêm của lưng và thân dưới đuôi.
- Các yếu tố không mong muốn: lông dài hoặc lông dài; Đầu hẹp, phẳng, dài hoặc góc; Tinh vân nhỏ, vẹo, hoặc quá thấp; Thiếu hoa hồng; Mỏ dài; Mắt thắt thô hoặc tối; Mất tích; Vú hẹp; Cánh dốc; Màu nghèo (không bão hòa); Đùi có màu sắc đáng chú ý, lông màu trên đầu hoặc cơ thể, lông trắng ngón cái; Nếu đuôi được đánh dấu, lông đuôi trắng hoặc bị lỗi, bộ lông trắng dưới vùng đuôi.
- Thứ tự đánh giá: ấn tượng tổng thể, thân hình, đầu và mỏ, đỉnh, cổ và đinh hương, màu sắc và dấu hiệu.